# Fun in Space
Fun in Space é o álbum de estreia do cantor, compositor e baterista Roger Taylor, mais conhecido como integrante da banda de rock britânica Queen, lançado em abril de 1981. O disco foi gravado entre a produção de The Game e Flash Gordon. Roger toca todos os instrumentos, com a participação de David Richards em alguns sintetizadores. A parte gráfica ficou a cargo da agência Hipgnosis.

## Faixas

### Lado A
1. "No Violins" – 4:33
2. "Laugh or Cry" – 3:06
3. "Future Management" – 3:03
4. "Let's Get Crazy" – 3:40
5. "My Country I & II" – 6:49

### Lado B
1. "Good Times Are Now" – 3:28
2. "Magic is Loose" – 3:30
3. "Interlude in Constantinople" – 2:04
4. "Airheads" – 3:38
5. "Fun in Space" – 6:22